# Sewer (biskup Trewiru)
Sewer, biskup Trewiru – uczeń św. Lupusa z Troyes, 12. biskup Trewiru (449), ewangelizator Moguncji, święty katolicki.
Jego wspomnienie liturgiczne obchodzone jest w Kościele katolickim 15 października.